# طيبة الإبراهيم
طِيبة أحمد الإبراهيم أديبة كويتية وعضوة رابطة الأدباء في الكويت، تعد أول من كتب أدب الخيال العلمي في الكويت.

## حياتها
عملت مدرسة للرياضيات في مدارس وزارة التربية، وفي إدارة المكتبات في الوزارة. نالت قصتها القصيرة «سعيدة» الجائزة الرابعة في مسابقة وزارة الإعلام الكويتية للقصة القصيرة عام 1980، وفاز الجزء الأول من رواية «مذكرات خادم» بالجائزة الثانية لذات المسابقة عام 1981.
في أعقاب غزو العراق الكويتَ، وأثناء إقامتها في مصر، حصلت طيبة عام 1991 على شهادة تقدير من جمعية الخدمات الأدبية والفنية عن ثلاثية الخيال العلمي «الإنسان الباهت»، «الإنسان المتعدد»، «انقراض الرجل»، التي أعادت نشرها المؤسسة العربية الحديثة بعد أن كانت مطابع القبس قد نشرت أولاها عام 1986 في الكويت، ونشرت الثانية والثالثة عام 1990. كتبت «ظلال الحقيقة» عام 1995 وهي رابع رواية خيال علمي تنشر لها.

## مسارها السياسي
ترشحت طيبة عام 2006م عن الدائرة الخامسة (القادسية-المنصورية) في أول انتخابات لمجلس الأمة الكويتي تشارك فيها النساء بصفتهن مرشحات، وخالفت طيبة الأعراف الانتخابية الكويتية برفضها إقامة ديوانية للالتقاء بالناخبين. كان من مواقفها المعلنة مطالبتها بفصل الدين عن الدولة وتقنين تحديد زواج الرجل بامرأة واحدة ووجوب موافقتها عند الطلاق، ممادفع البعض إلى الإشادة بما عدوه «مواقفها التقدمية السابقة لزمانها» ، والبعض الآخر إلى ذم مواقفها باعتبارها معارضة لأعراف المجتمع وحتى خارجة عن الدين.
حصلت طيبة في تلك الانتخابات على 63 صوتا. في حوار مع صحيفة القبس أشارت طيبة إلى أن «أهم أسباب إخفاق النساء في الانتخابات البرلمانية هي قصر المدة الزمنية وعدم وعي بعض الناخبات بأهمية حقوقهن السياسية، وأضافت أن البعض من الناخبات يَدِنَّ فكريا للتجمعات الدينية أو القبلية أو الطائفية».

## وفاتها
توفيت في تاريخ 28 ديسمبر 2011م.

## مؤلفاتها
- مذكرات خادم، طبع الجزء الأول عام 1986 والثاني عام 1995.
- لعنة المال، (رواية خيالية، ترمز للبلاد العربية).
- أشواك الربيع، رواية رومانسية اجتماعية، تقص أحلام فتاة مراهقة، 1979.
- القلب القاسي، رواية بوليسية اجتماعية.
- حذار أن تقتل، قصة قصيرة سياسية.